# تپه‌حصار سفید ۳
تپه حصار سفید ۳ مربوط به مس و سنگ است و در شهرستان کرمانشاه، بخش مرکزی، دهستان دورود فرامان، شرق روستای حصار سفید واقع شده و این اثر در تاریخ ۲۶ اسفند ۱۳۸۷ با شمارهٔ ثبت ۲۵۵۵۶ به‌عنوان یکی از آثار ملی ایران به ثبت رسیده است.